# سرم (مایع)

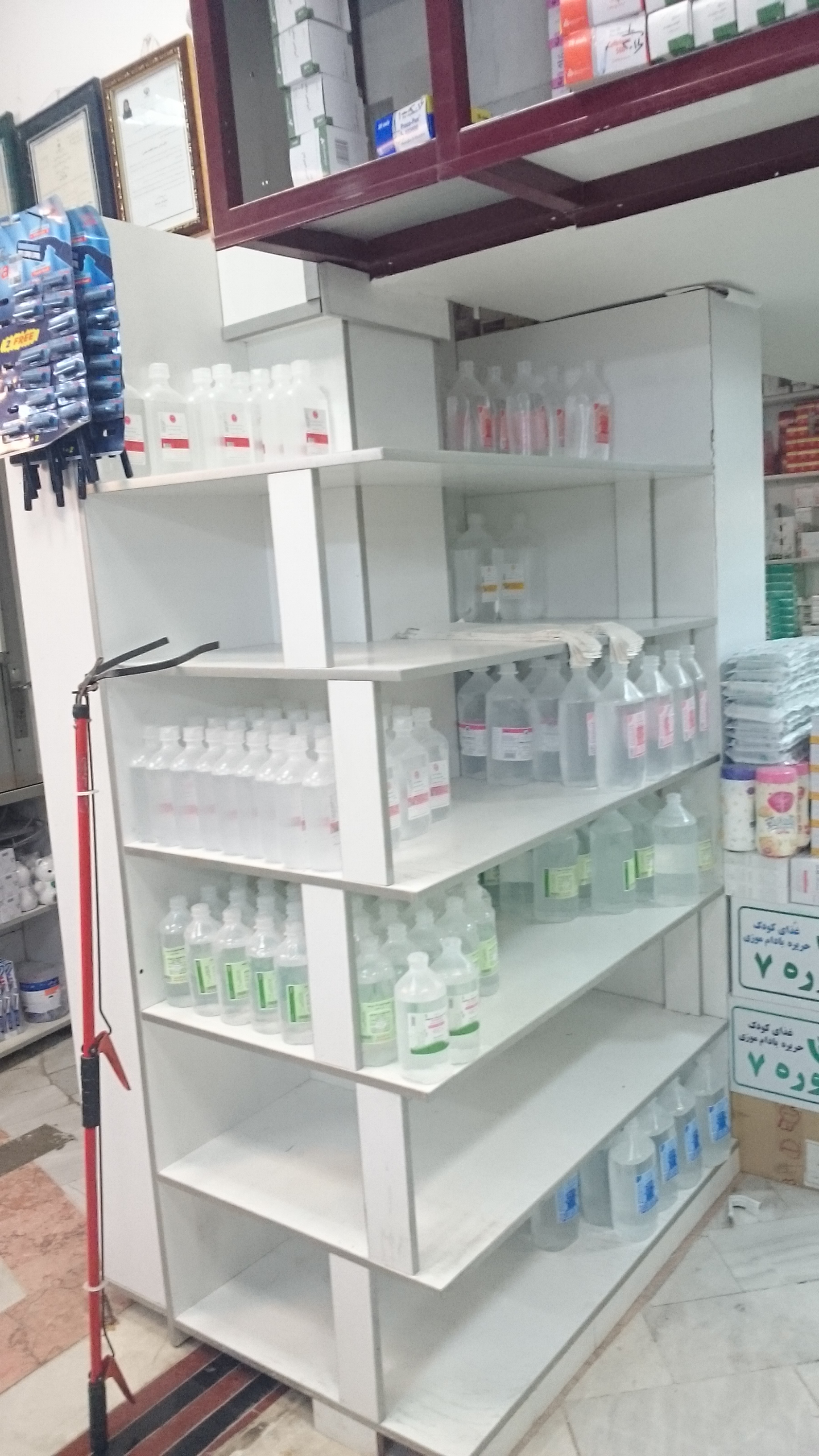
چند دسته سرم پرمصرف در یک داروخانه معمولی

در پزشکی، سِرُم (به فرانسوی: Sérum) به محلولی گفته می‌شود که به‌صورت وریدی (از راه رگ) به بدن بیمار تزریق می‌شود تا به تأمین آب، املاح، مواد غذایی یا دارو کمک کند. هدف اصلی از تزریق سرم این است که تعادل مایعات و مواد شیمیایی در بدن حفظ شود، به‌ویژه زمانی که بدن بیمار به هر دلیلی این تعادل را از دست داده باشد.
برای مثال، وقتی فردی دچار کم‌آبی شده، تب شدید دارد، خون زیادی از دست داده، یا به‌دلیل بیماری نمی‌تواند مایعات یا غذا بخورد، از سرم استفاده می‌شود تا نیازهای فوری بدن از این راه تأمین شود.
سرم‌ها انواع مختلفی دارند، و هر کدام بسته به نیاز بیمار، ترکیب متفاوتی دارند:
۱. سرم نمکی (نرمال سالین): حاوی محلول ۰٫۹٪ نمک (کلرید سدیم) در آب است و بیشتر برای جبران آب و املاح بدن یا شست‌وشوی زخم و مجاری بدن استفاده می‌شود.
۲. سرم قندی (دکستروز): حاوی گلوکز است و زمانی استفاده می‌شود که بدن نیاز فوری به انرژی دارد یا سطح قند خون پایین آمده باشد.
۳. سرم رینگر یا رینگر لاکتاته: حاوی چند نوع نمک از جمله سدیم، پتاسیم و کلسیم است و در مواردی مانند اسهال شدید یا خونریزی زیاد به کار می‌رود تا تعادل الکترولیتی بدن را بازیابی کند.
۴. سرم تغذیه‌ای (تغذیه وریدی): حاوی مواد غذایی مانند اسیدهای آمینه، قند، چربی و ویتامین‌هاست و زمانی استفاده می‌شود که بیمار برای مدت طولانی نمی‌تواند از راه دهان غذا بخورد.
سرم‌ها معمولاً از طریق لوله‌ای به نام سرم‌ست (که به یک سوزن یا کاتتر وصل است) وارد جریان خون می‌شوند. سرعت و میزان ورود آن به بدن به‌طور دقیق توسط پرستار یا پزشک تنظیم می‌شود، چون ورود سریع یا بیش‌از‌حد آن ممکن است به قلب یا کلیه‌ها فشار وارد کند.
در مجموع، سرم یک راه حیاتی و سریع برای رساندن مایعات و مواد لازم به بدن است، و به‌ویژه در شرایط اورژانسی یا برای بیمارانی که توانایی تغذیه طبیعی ندارند، بسیار کاربرد دارد.

## توضیحات
سرم‌ها محلول‌های مایع نگهدارنده یا کریستالوئیدی حاوی الکترولیت، آب و نیازهای سلولی هستند که از طریق سیاهرگ‌ها تجویز می‌شوند.
سرم‌ها اصولاً به چهار گروه کلی تقسیم‌بندی می‌شوند:
1. محلولهای کریستالوئید جهت جبران کاهش مایعات یا الکترولیتها مانند سرم رینگر، رینگرلاکتات، سرم نرمال سالین، سرم قندی نمکی و سرم قندی
2. محلول‌های کلوئید جایگزین پلاسما جهت جبران کاهش حجم داخل عروقی مانند دکستران و هماکسل
3. محلول‌های غذایی (جایگزینی تغذیه وریدی) مانند سرم آمینو اسیدی و سرم اینترالیپیدی
4. محلول‌های با کاربرد درمانی خاص مانند سرم مانیتول

محلول‌های کریستالوئید ممکن است جهت جانشین کردن الکترولیتها و آب از دست رفته از طریق اسهال و استفراغ بکار روند. مصرف بیش از حد آن‌ها سبب تجمع سدیم و حجم آب اضافی در بدن، اِدِم ریوی و نارسایی قلب می‌شود. محلولهای هیپرتونیک در درمان مسمومیت با آب و افزایش حجم آب خالص بکار می‌روند.

## سرم مولتی‌ویتامینه
این سرم دارای آب استریل به همراه ویتامین ها گلوگز نمک و املاح معدنی است که باعث میشود بدن فرد را به مدت ۳ روز زنده نگهدارد و برای مصارف بیماران خونریزی مغزی و قلبی استفاده میشود مواد موجود آن برای مردان و زنان جداگانه است املاح معدنی شامل آهن کلسیم منیزیم پتاسیم سولفات فسفات فسفر گوگرد روی مس سدیم ید و ویتامین های محلول در آب و محلول در چربی به شکل حلال در آب است (ویتامین های محلول در چربی به شکل پودر در آب حل شدند و سرم دوباره تصفیه شده تا مواد یک دست بدست بی آیند). این نوع تزریق سرم در منزل هم می تواند انجام شود و بیشتر برای تقویت بیماران است.

## سرم سدیم کلرید
گروه درمانی این سرم، الکترولیت است و ترکیبات آن شامل سدیم و کلراید و PH محلول ۷–۴٫۵ می‌باشد. این سرم برای جایگزینی مایعات و الکترولیت در صورت کم بودن سدیم به دلیل از دست رفتن الکترولیتها بکار می‌رود. در بیمارانی که قادر به مصرف مایعات و غذا از راه دهان نیستند محلولهای هیپرتونیک به صورت تزریق وریدی همراه با محلولهای قندی مصرف می‌شود. تزریق وریدی این سرم به عنوان حلال بعضی داروها بکار می‌رود. نرمال سالین به سرم کلرید سدیم نه دهم درصد گفته می‌شود.

## سرم رینگر لاکتات
گروه درمانی این سرم الکترولیت و جانشین شونده پلاسما است. این سرم چند الکترولیتی است و شامل سدیم، پتاسیم، کلسیم، کلر و لاکتات می‌باشد. رینگر لاکتات یک محلول یونی است که حجم خون را افزایش داده و تعادل آب و الکترولیتها را برقرار می‌سازد. یون لاکتات موجود در این فراورده که به سرعت به یون بی‌کربنات متابولیزه می‌شود، در تنظیم تعادل اسید - باز دخالت دارد. این سرم برای جایگزینی مایعات و الکترولیتهای از دست رفته، برقراری تعادل مجدد آب و الکترولیت بدن به خصوص قبل و پس از جراحی مصرف می‌شود.

## سرم دکستران
گروه درمانی این سرم به عنوان جانشین شونده پلاسمای خون است. ترکیبات آن شامل دکستروز و کلروسدیم می‌باشد. افزاینده سریع الاثر حجم پلاسما، اثر کلوئیدی اسموتیک دارد که مایعات را از فضای بینابینی به داخل عروق کشیده و باعث افزایش حجم خون می‌شود. "دکستران ۴۰" چسبندگی اریتروسیتها را کم کرده و باعث کاهش چگالی خون می‌شود. این سرم در درمان کمکی شوک ناشی از خونریزی، سوختگی و جراحی بکار رفته و مقدار تجویز دارو بستگی به میزان مایعات از دست رفته و غلظت خون دارد. دکستران در موارد ادم ریوی و در بیماران کلیوی نباید مصرف شود.

## سرم ژلاتین تعدیل یافته (هماکسل)
گروه درمانی این سرم، حجیم‌کننده پلاسما می‌باشد. این محلول حجیم‌کننده پلاسما در موارد شوک ناشی از کاهش حجم خون به علت خونریزی، سوختگی، التهاب لوزالمعده، از دست رفتن آب و الکترولیتها در اثر استفراغ و اسهال مداوم، بیماریهای غده فوق کلیوی و کلیه‌ها و اغمای دیابتی مصرف می‌شود. این سرم محلول حامل برای انسولین است و مورد منع مصرف کامل این دارو گزارش نشده‌است.

## سرم آمینو اسیدی
گروه درمانی این سرم تغذیه تزریقی و ماده کالری‌زا می‌باشد. اشکال دارویی آن به صورت آمینو اسید ۵ درصد و ۱۰ درصد است. ترکیبات آن شامل اسیدهای آمینه ضروری و غیر ضروری، نیتروژن و الکترولیتها می‌باشد. موارد مصرف به صورت زیر می‌باشد. بیماری مغزی کبدی در بیماران مبتلا به سیروز یا هپاتیت، تغذیه حمایتی، تکمیل و حفظ پروتئین بدن از راه تزریق وریدی برای تأمین متابولیسم طبیعی و در مواردی که جذب معده‌ای - روده‌ای مختل باشد. مصرف هم‌زمان اسیدهای آمینه با تتراسیکلین ممکن اثرات حفظ‌کننده پروتئینها را کاهش دهد.

## سرم کربوهیدراتی
کربوهیدراتها منابع کالری هستند و گروه درمانی این سرم تأمین‌کننده نیاز غذایی می‌باشد. در درمان موقتی نارسایی گردش خون و شوک، زمانی که سایر فراورده‌های افزاینده حجم پلاسما در دسترس نباشد، در آدم مغزی، بیماری کلیوی استفاده می‌شود. مواد این سرم به سرعت متابولیزه شده و منبع کالری و مایعات در بیمارانی که قادر به مصرف کافی آن‌ها از دهان نیستند، می‌باشد. مصرف این سرم ممکن است منجر به کاهش ویتامینهای گروه B شود، این سرم در کمای دیابتی منع مصرف دارد.

## سرم اینترالیپید
محلولی استریل، شفاف و غیر تب زا از آمینو اسیدهای ضروری و غیر ضروری است که برای انفوزیون وریدی در تغذیه غیر خوراکی به کار می‌رود. گروه درمانی این سرم، محلول غذایی برای تغذیه تام وریدی می‌باشد. این دارو که از روغن لوبیای سویا یا آفتابگردان تهیه می‌شود، مخلوطی از تری‌گلیسریدهای خنثی و عمدتاً اسیدهای چرب است. این فراورده‌ها پس از متابولیزه شده به عنوان منبع انرژی در بدن مورد استفاده قرار می‌گیرد. همچنین افزایش تولید گرما، کاهش کسر تنفسی و افزایش مصرف اکسیژن را موجب می‌شود. این دارو در موارد کمبود اسیدهای چرب استفاده می‌شود. اینترالیپید امولسیون چرب، استریل و غیر تب زا است که به منظور تأمین کالری و اسیدهای چرب ضروری به صورت وریدی تجویز می‌شود. این امولسیون متشکل از ۱۰٪روغن سویا، ۱٫۲٪فسفولیپید زرده تخم مرغ، ۲٫۲۵٪ گلیسیرین و آب تزریقی می‌باشد.

## سرم مانیتول
این دارو در درمان خیز مغزی برای کاهش فشار داخل جمجمه در مواردی که سایر اقدامات موفقیت‌آمیز نبوده‌اند برای کاهش فشار داخل چشم یا برای آماده کردن بیمار برای جراحی داخل چشم، برای تسریع دفع ادراری مواد سالیسیلات، باربیتورات و لیتیم و جلوگیری از آسیب کلیوی ناشی از این داروها و برای اندازه‌گیری سرعت فیلتراسیون گلومرولی کلیه‌ها استفاده می‌شود. این دارو اسمولاریته پلاسمای خون را بالا برده و در نتیجه موجب افزایش جریان آب از بافتها به داخل مایع میان بافتی می‌شود. این سرم موجب افزایش دفع ادرار می‌شود.

## مقایسه کریستالوئیدها
| محلول           | نام دیگر                    | [Na+](mmol/L) | [Cl-](mmol/L) | [Glucose](mmol/L) | [Glucose](mg/dl) |
| --------------- | --------------------------- | ------------- | ------------- | ----------------- | ---------------- |
| D5W             | 5% Dextrose                 | ۰             | ۰             | ۲۷۸               | ۵۰۰۰             |
| 2/3D & 1/3S     | 3.3% Dextrose / 0.3% saline | ۵۱            | ۵۱            | ۱۸۵               | ۳۳۳۳             |
| سرم هاف سالین   | 0.45% NaCl                  | ۷۷            | ۷۷            | ۰                 | ۰                |
| سرم نرمال سالین | 0.9% NaCl                   | ۱۵۴           | ۱۵۴           | ۰                 | ۰                |
| رینگرلاکتات     | رینگرلاکتات                 | ۱۳۰           | ۱۰۹           | ۰                 | ۰                |
| D5NS            | 5% Dextrose, Normal Saline  | ۱۵۴           | ۱۵۴           | ۲۷۸               | ۵۰۰۰             |

| محلول              | تغییر در ECF | تغییر در ICF |
| ------------------ | ------------ | ------------ |
| D5W                | 333 mL       | 667 mL       |
| 2/3D & 1/3S        | 556 mL       | 444 mL       |
| Half-normal saline | 667 mL       | 333 mL       |
| سرم نرمال سالین    | 1000 mL      | 0 mL         |
| رینگرلاکتات        | 900 mL       | 100 mL       |